# 扁吻底鼬鳚
扁吻底鼬鳚（学名：Cataetyx platyrhynchus）为胎鼬鳚科底鼬鳚属的鱼类。在中国，分布于东中国海琉球海沟南部等。该物种的模式产地在琉球海沟南部。